# TAR-21
TAR-21(Tavor Assault Rifle - 21st Century)은 선택 발사가 가능하고 5.56 × 45 mm NATO 탄환을 사용하는 이스라엘의 불펍 돌격소총이다. TAR-21은 Tavor Assault Rifle - 21st Century의 약자이다. 이스라엘 방위군의 차세대 돌격소총으로 채택된 TAR-21은 이미 기바티 여단(2006년 8월부터)과 골라니 여단(2008년 8월부터)의 제식 소총이며, 향후 몇 년 내에 이스라엘군의 표준 보병 화기가 될 것으로 보인다.

## 디자인
주변이 적으로 둘러싸인 이스라엘의 특성상 무기는 자국내 개발과 생산을 우선으로 하여 이전의 결과가 좋은 편이 아니었음에도 불구하고 다시금 새로운 보병용 소화기 개발을 시작한다. 일설에는 IWI社의 입김이 강하게 작용했다고 알려진다.
이 새로운 보병용 소화기는 이스라엘 국방군(IDF)이 기계화된 군대라는 특성과 주요전투가 좁은 도시지역이라는 것을 상정하여 짧은 길이에도 명중률이 보장되는 불펍(Bullpup)으로 개발이 시작되었으며, 개발 총책임자는 IWI社 엔지니어 잘만 쉐브스(Zalmen Shebs)가 맡게 되었다. 특이하게도 이 새로운 소화기의 초기 도안은 무기 엔지니어가 아닌 일반 디자이너가 맡았고, 그리하여 여타 소화기와 다르게 전체적으로 인체공학적인 면이 강조되고, 비금속의 복합재료 위주로 설계되었다고 한다.
강화 복합재료 위주로 설계되었음에도 불구하고 표준형의 무게는 한국군의 K-2 소총과 비슷한 3.27kg으로 묵직한 편에 속한다. 또한 소총의 양쪽에 탄피 배출구가 존재하여, 왼손잡이 사수를 위한 조정이 가능하다. 하지만 이러한 조치를 위해 부분적인 분해가 필요한 탓에, 소총 사용 뒤 손쉽게 변경할 수는 없다. 그리고 불펍총기의 구조상 조준거리가 짧은 까닭에 보급용 리플렉스 사이트(red-dot reflex sight)를 기본으로 포함하고 있다.
탄창 규격은 표준 STANAG를 준수하고 있으며, 별도의 어댑터를 통해 M203 유탄 발사기도 사용 가능하다. 이 소총의 조정간은 왼손잡이도 사용이 편리하도록 고안되었으며 반자동 사격, 점사, 그리고 완전 자동 사격을 포함한다.

## 파생형
TAR-21 소총의 파생형들은 다음과 같다.
- T.A.R. 21 - 보병을 대상으로 다용도로 개발된 표준형이다.
  - G.T.A.R 21 - 40mm 유탄 발사기를 사용할 수 있도록 개량되었으며, 톱니 모양의 총열을 지녔다.
- C.T.A.R. 21 - 지휘관이나 특수부대를 대상으로 개발된 짧은 총열을 지닌 버전이다.
- S.T.A.R. 21 - 접이식 양각대가 있는 지정 사수용 버전이다.

### M.T.A.R 21
M.T.A.R 21은 긴 공격소총을 규칙대로 지급받지않은 군의 요원뿐만 아니라, 특수부대 일단을 위하여 특별하게 디자인된 독립형의 매우 아담한 무기이다.
상대적으로 단순한 변환 키트의 사용으로, M.T.A.R 21은 5.56mm 공격소총에서 20, 25와 32발 탄창을 탑재한 9mm 서브머신총까지 변환될 수 있다. 차단장치가 역시 무기에 더해질 수 있고, 그것은 9mm 변환 키트의 부분이다.

### T.C 21
T.C 21 (semi-automatic Tavor Carbine)은 약간 짧은 총신을 가지도록 디자인되었다. 경찰과 민수용으로 제작됨. 미연방의 총기법에 따라 연발기능을 제한한 반자동 버전이다.

## Tavor 현황
IWI의 이전작 이던 갈릴(Galil)도 그랬듯이 타보르 또한 이스라엘군의 외면을 받았다. 이스라엘 국방군으로부터 상당한 외면을 받았던 갈릴소총은 제 3세계 국가들의 제식무기로 선정되는등 해외수출로 빛을 발했지만, 타보르는 그마저도 없이 제 2세계나 3세계 국가들의 (정규군부대가 아닌)군부대로부터 소량 수출하고 있을뿐이다. 짧은 길이를 강조한 타보르지만 정작 이스라엘 군은 미국이 1/3 가격에 지원해줘서 이제껏 잘쓰고 있는 콜트 코만도(CAR-15) 소총보다 더 좋은걸 모르겠다고 외면했다.
더욱이 국산무기인 갈릴은 2선급이나 민병대용으로 치워버리고 콜트 아말라이트 소총(AR-15 계열)을 1선급 제식으로 사용하고 있던 이스라엘군은 익숙치 않고 생소한 타보르보다 오랫동안 써왔던 아말라이트 소총(AR-15)을 애용했고 결국 가릴보다 더한 외면을 받았다.
냉전이 끝나 무기시장은 축소되고 불펍총기도 철지난 유행처럼 취급되자 (전 세계에서 불펍총기를 제식으로 하는 국가는 영국, 프랑스, 오스트리아, 호주 밖에 없고 이들 나라의 군대도 소규모다) 타보르의 수출길은 더욱 좁아지면서 회사 사정도 악화 일로였다. 결국 이스라엘 국방군은 아말라이트를 대체한다는 명분으로 타보르를 구매하지만 일선 야전부대는 여전히 외면했고 타보르는 신병훈련소와 여성부대 위주로 보급되기 시작했다.

## 사용 국가
- 알바니아: 2008년 4월 이래로, 나토를 가입하라는 초대장을 받았을 때, 알바니아는 국경 수비대와 특수 부대를 위해 5000정 이상을 주문했다. 배달은 2009년 초에 시작할 것으로 예상된다.
- 아제르바이잔: 현재 특수부대에 의해 주로 사용되다. 그러나, 아제르바이잔 정부는 Tavor를 표준 AK-74로 교체하려는 계획이 있다.
- 콜롬비아: 콜롬비아 군대는 그들의 특수부대를 위하여 T.A.R. 21을 운영한다. 콜롬비아는 30,000 개를 샀었다.
- 코스타리카: 코스타리카의 법집행기구에 의해 사용중
- 조지아: 2006년 이래로, 조지아 군대는 (다른 변형들과 수류탄 발사통을 포함하는) 대략 7,000 T.A.R. 21 소총을 6천5백만달러 공급협정을 맺은 상태이다. 이 소총들은 7,850명 특수부대 전직원들에 의해 현재 사용중인 파생된 AK-47을 대체할 것으로 보인다. 관리들은 1,300 소총이 이미 선적된 상태라고 보고한다.
- 과테말라: 과테말라의 경찰 부대 혹은 PNC (Policia Nacional Civil)는 일상 업무에 T.A.R. 21을 운영중이다
- 인도: 2002년, 인도는 인도의 특수부대 전직원에게 공급할 3,070정의 공격소총을 IMI와 약 2천만달의 거래에 서명했으며, 그것의 생명공학, 열과 사막에 있어 신뢰성, 그리고 빠른-포인트/빠른-발사 디자인은 차량 안쪽에서 이용과 근접전투에서 우위를 줄지 모른다.
- 이스라엘: 몇몇 보병여단과 이스라엘 방위군의 특수부대에서 사용중 (주용 사용자들)
- 멕시코: 멕시코 군대, 멕시코 해병대 군단 특수부대, 군대 낙하산부대 그리고 공수부대 (Grupo Aeromóvil de Fuerzas Especiales)에 의해 사용됨.
- 페루: 페루군대의 몇몇 보병과 특수부대에의 사용중.
- 포르투갈: T.A.R. 21의 조그만 양이 대개 법시행일단에서 일하는 인질협상팀과 수사관같은, 사법경찰 (Polícia Judiciária)의 필드와 중재에 사용중이다.
- 태국: 왕립 태국 군대는 T.A.R 21 소총을 15,000정 구입했다.
- 튀르키예: 마룬 베레모 (Maroon Berets)에 의해 사용됨
- 북마케도니아: 마케도니아 특수부대가 사용 중에 있다.

## 대중문화
- PC Game 콜 오브 듀티 모던워페어2 에 등장한다.
- PC Game 배틀필드3에 MTAR-21이 등장한다.
- PC Game 배틀필드4에 차이나 라이징 DLC 추가무기로 MTAR-21이 등장한다.
- F.E.A.R. 시리즈에서 ASP 소총이라는 이름으로 등장한다.
- 온라인게임 워록에서 등장한다.
- 온라인게임 서든 어택에서 등장한다.
- 온라인게임 워페이스에서 고급등급 무기로 등장한다.
- 온라인게임 블랙스쿼드에서 기본 무기로 등장한다.
- 로블록스의 팬텀포스라는 슈팅게임에서 등장한다.

## 같이 보기
- 불펍
- HS Produkt VHS